# Baturetno (Dampit)
Baturetno is een bestuurslaag in het regentschap Malang van de provincie Oost-Java, Indonesië. Baturetno telt 3001 inwoners (volkstelling 2010).